# Château de Dönhoffstädt

Le château de Dönhoffstädt était un château classique de Prusse-Orientale ayant appartenu à la famille von Dönhof puis à leurs cousins, les comtes zu Stolberg. Le village de Dönhoffstädt a été rebaptisé Drogosze, lorsque la région a été donnée à la Pologne, selon les accords de Potsdam, et que la population allemande a été remplacée par la population polonaise de l'est, formant la nouvelle voïvodie de Varmie-Mazurie. Le château est abandonné.

## Histoire

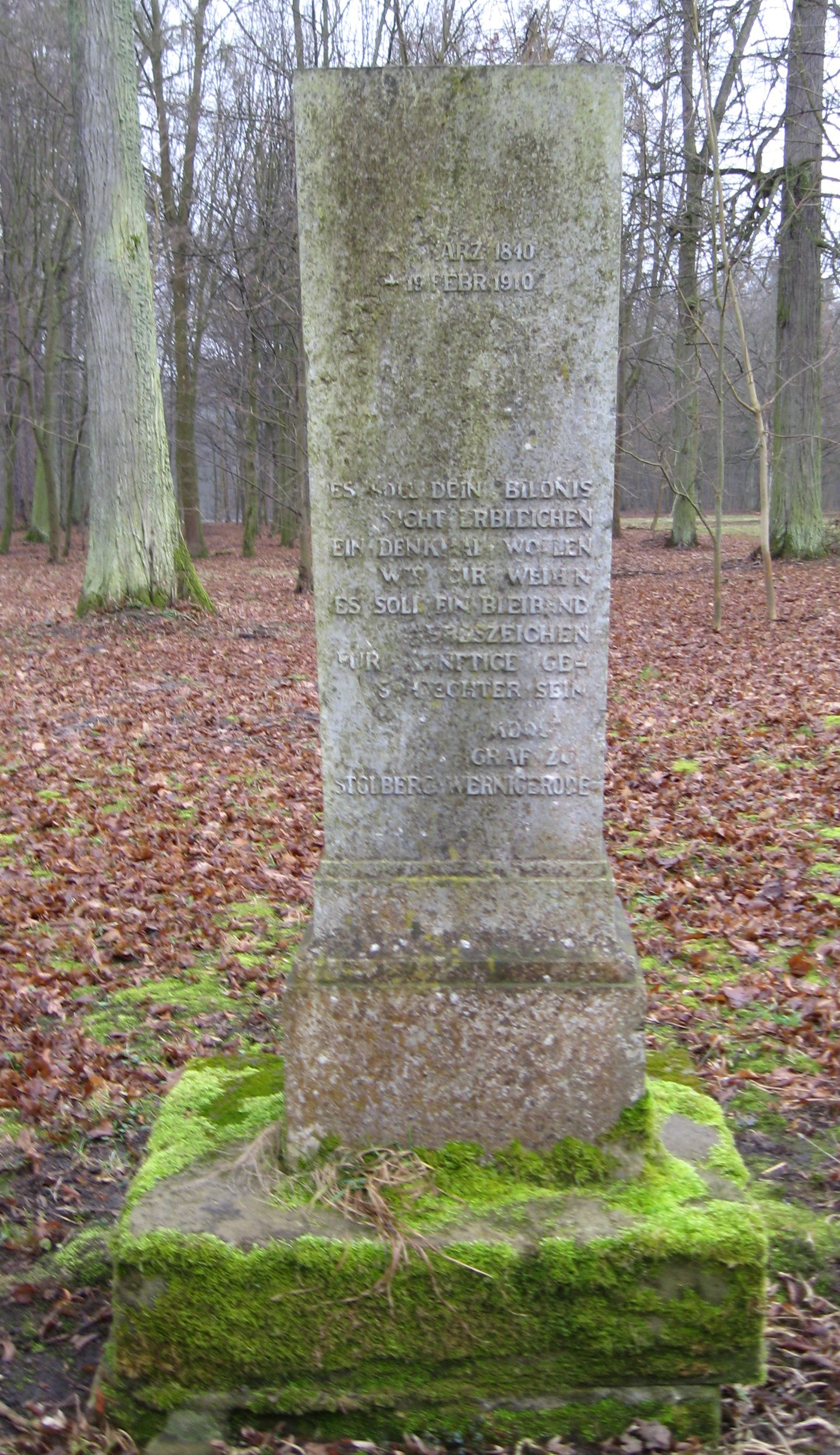
Obélisque du parc rappelant le souvenir des Stolberg-Wernigerode, érigé en 1910

L'endroit est mentionné au XIVe siècle sous le nom de Groß Wolfsdorf, lorsque le seigneur saxon Konrad von Wolffersdorf y installe une maison fortifiée et un village. Les terres passent ensuite aux chevaliers von Rautter au XVIe siècle. Ludwig von Rautter (1542-1614) y fait construire en 1596-1506 un château Renaissance. Une forêt de 76 hectares lui permet de chasser le daim. Le château change de mains au XVIIe siècle et il est reconstruit en style classique par Jean de Collas (1678-1753) entre 1710 et 1714 pour le comte Friedrich von Dönhoff.
Le château est imposant et reflète la puissance de la famille qui possède d'immenses domaines agricoles. La façade présente un avant-corps classique avec un fronton à la grecque soutenu par des colonnes ioniques. Le corps de logis s'inspire de Versailles en légère avancée sur les deux ailes de côté. Une chapelle luthérienne est construite en 1725 et le château est encore agrandi en 1766 par Gotthold Wilhelm Maurach, tandis qu'on redessine le parc de 46 hectares en 1785 avec des allées, des fontaines et des statues, ainsi qu'un majestueux escalier menant à l'entrée d'honneur. Le château dont la façade fait cent mètres a 365 fenêtres, comme chaque jour de l'année.

L'intérieur est alors décoré et meublé de façon somptueuse avec des collections de maîtres flamands, des porcelaines de Chine, de meubles les plus raffinés. Les descendants réunissent aussi une collection immense de papillons et leur bibliothèque contient à cette époque des dizaines de milliers de livres (avec deux papyrus antiques égyptiens et des lettres de Napoléon). La chapelle est reconstruite en style néogothique en 1830 par la comtesse Angélique zu Dohna. Elle abrite les tombes de la famille avec des épitaphes et des stèles de marbre. Divers changements cosmétiques ont lieu à cette époque au château.

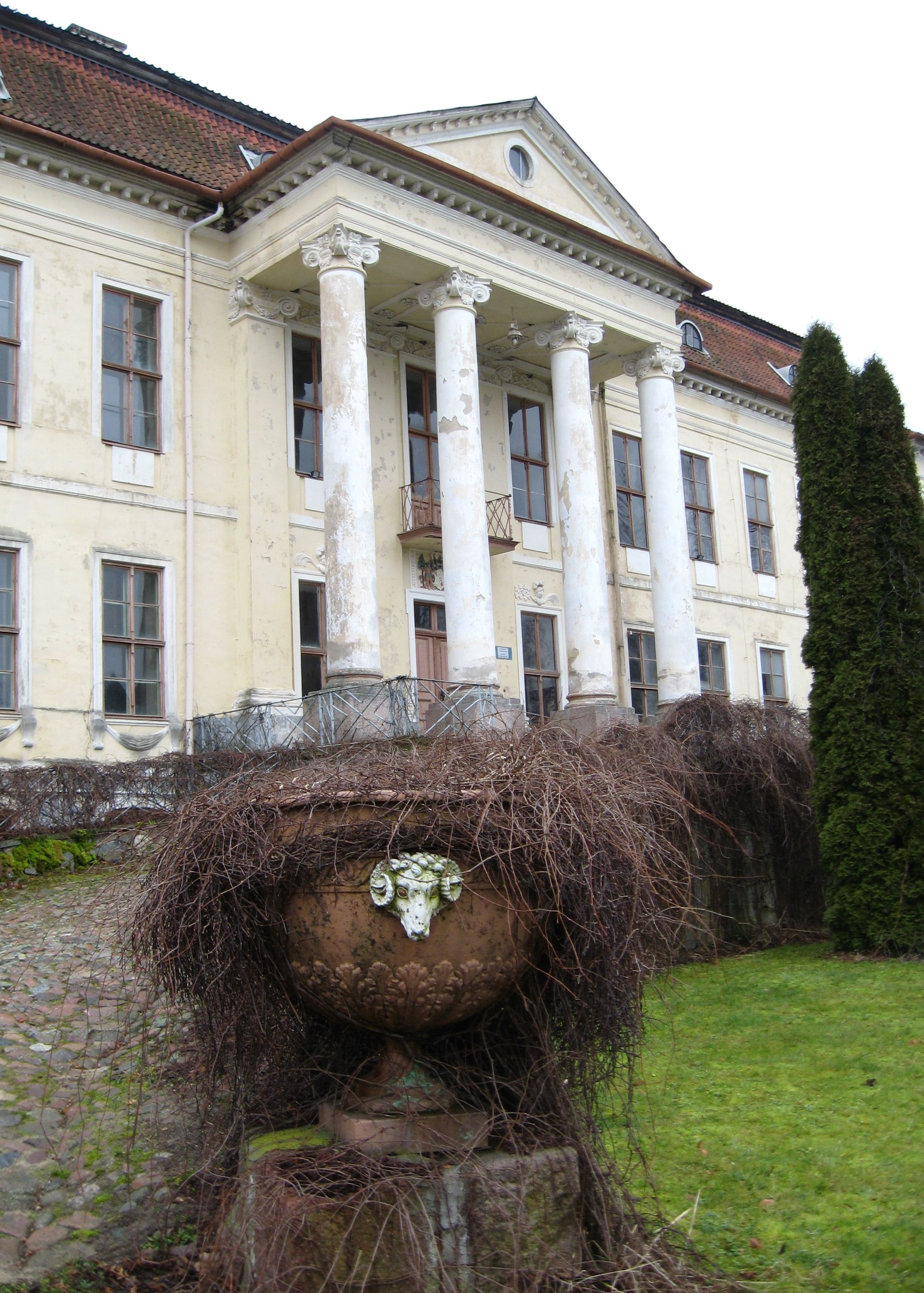
Avant-corps classique de la façade avec fronton à la grecque

Lorsque le comte Stanislas-Othon von Dönhoff meurt en duel en 1816 à l'âge de 21 ans sans héritier, les biens passent à sa sœur la comtesse Angelika zu Dohna, qui y reçoit le roi Frédéric-Guillaume IV de Prusse, et enfin à la cousine de cette dernière, la comtesse Marianna zu Stolberg-Wernigerode. Le dernier descendant, le comte Albrecht zu Stolberg-Wernigerode, en est chassé par l'Armée rouge en 1945, puis définitivement exproprié par les nouvelles autorités polonaises. Elles y installent un musée, regroupant les biens nationalisés et confisqués des familles de la noblesse allemande locale expulsée et ouvre la bibliothèque au public - la plupart des livres du château passe à l'université de Torun (ex-Thorn) ensuite. De 1951 à 1991, les collections ayant été dispersées, on y installe une école d'agriculture et de mécanique. Au fil des années, le manque d'entretien menace le château de ruines. Il est aujourd'hui abandonné. Un projet de le transformer en hôtel de luxe avec centre de remise en forme est à l'étude.

## Voir aussi

Blason des Dönhoff